# Via Expressa Metropolitana de Tóquio

Mapa da Via Expressa Shuto.

A Via Expressa Metropolitana de Tóquio (首都高速道路, Shuto Kōsoku Dōro ou ainda Shuto Expressway) é uma rede de vias expressas que cobrem a região metropolitana de Tóquio.
As vias compreendem em uma rede total de 322,5km de extensão compostas por estradas elevadas sobre outras vias e em túneis, não contendo nenhum tipo de cruzamento ou semáforo. A velocidade limite varia entre 50 e 80km/h. O uso das vias é pago através de pedágios, assim como nos transportes públicos do Japão, seu valor depende da distância percorrida.

## Rotas

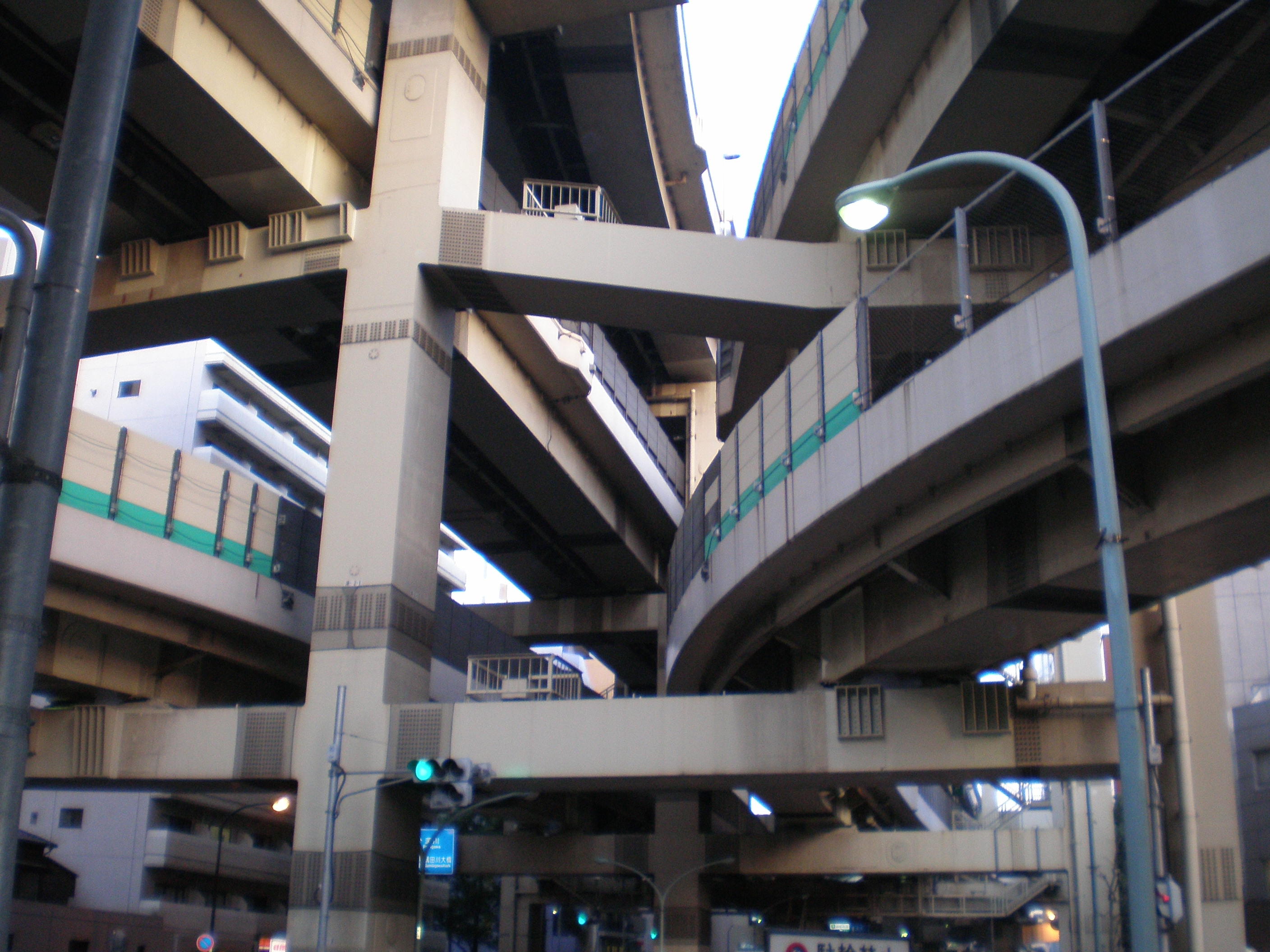
Intersecção entre rotas.

Atualmente o sistema contém 24 rotas, com planos para futuras expansões.

### Rotas circulares
- C1 Inner Circular Route
- C2 Central Circular Route — loop is currently incomplete; the Yamate Tunnel, a major extension, opened on December 22, 2007.
- Y Yaesu Route — via Tokyo Expressway

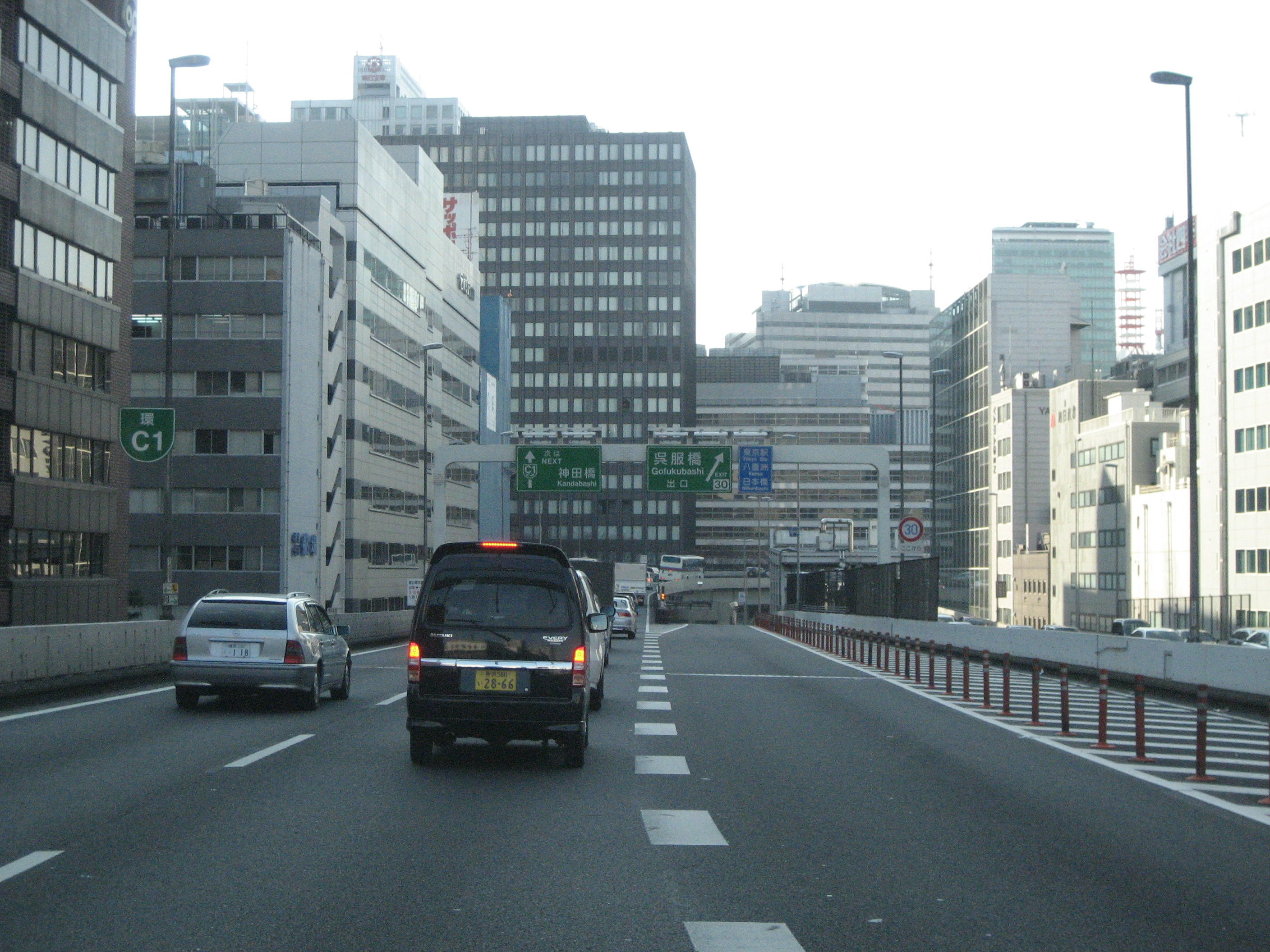
Rota C1
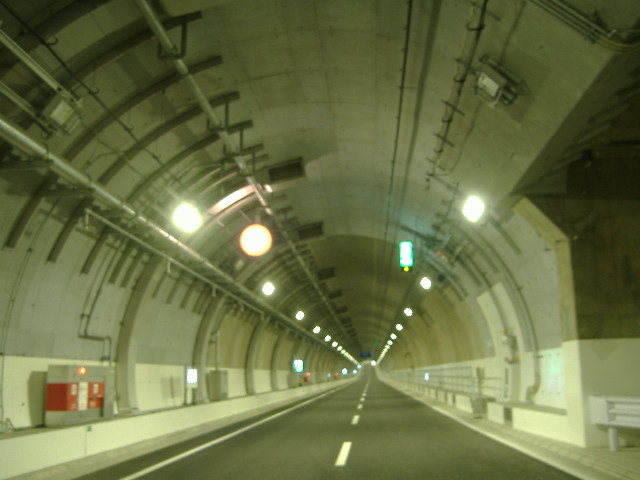
Rota C2

### Rotas radiais
- No. 1 Ueno Route (Edobashi JCT - Iriya)
- No. 1 Haneda Route (Hamazaki-bashi JCT - Haneda)
- No. 2 Meguro Route (Ichinohashi JCT - Togoshi)
- No. 3 Shibuya Route (Tanimachi JCT - Yoga)
- No. 4 Shinjuku Route (Miyakezaka JCT - Takaido)
- No. 5 Ikebukuro Route (Takebashi JCT - Bijogi JCT)
- No. 6 Mukojima Route (Edobashi JCT - Horikiri JCT)
- No. 6 Misato Route (Kosuge JCT - Misato JCT)
- No. 7 Komatsugawa Route (Ryogoku JCT - Yagochi)
- No. 9 Fukagawa Route (Hakozaki JCT - Tatsumi JCT)
- No. 10 Harumi Route (under construction)
- No. 11 Daiba Route (Shibaura JCT - Ariake JCT)
- S1 Kawaguchi Route (Kohoku JCT - Kawaguchi JCT)
- B Bayshore Route (Kawasaki-ukishima JCT - Koya)

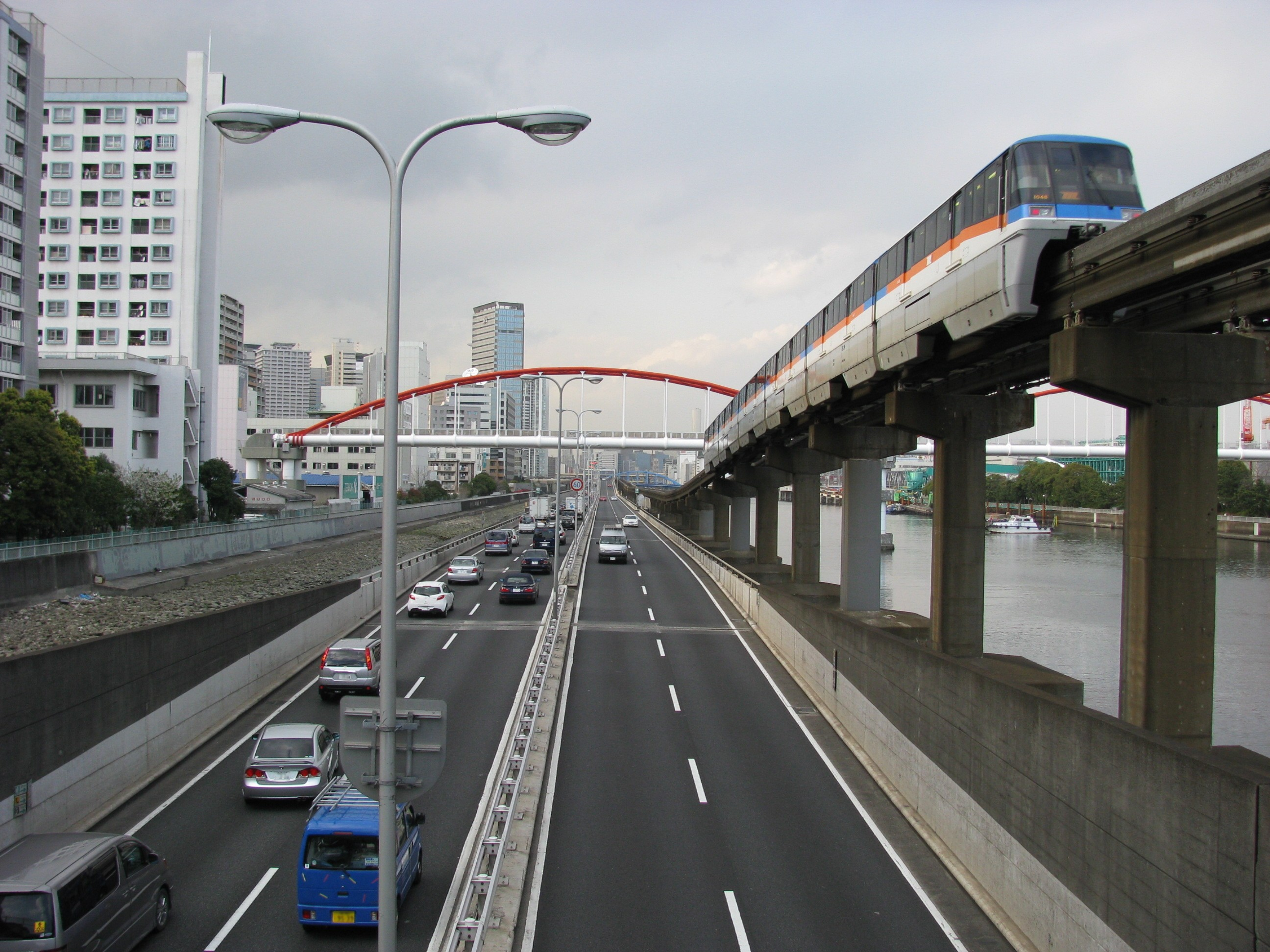
Rota 1
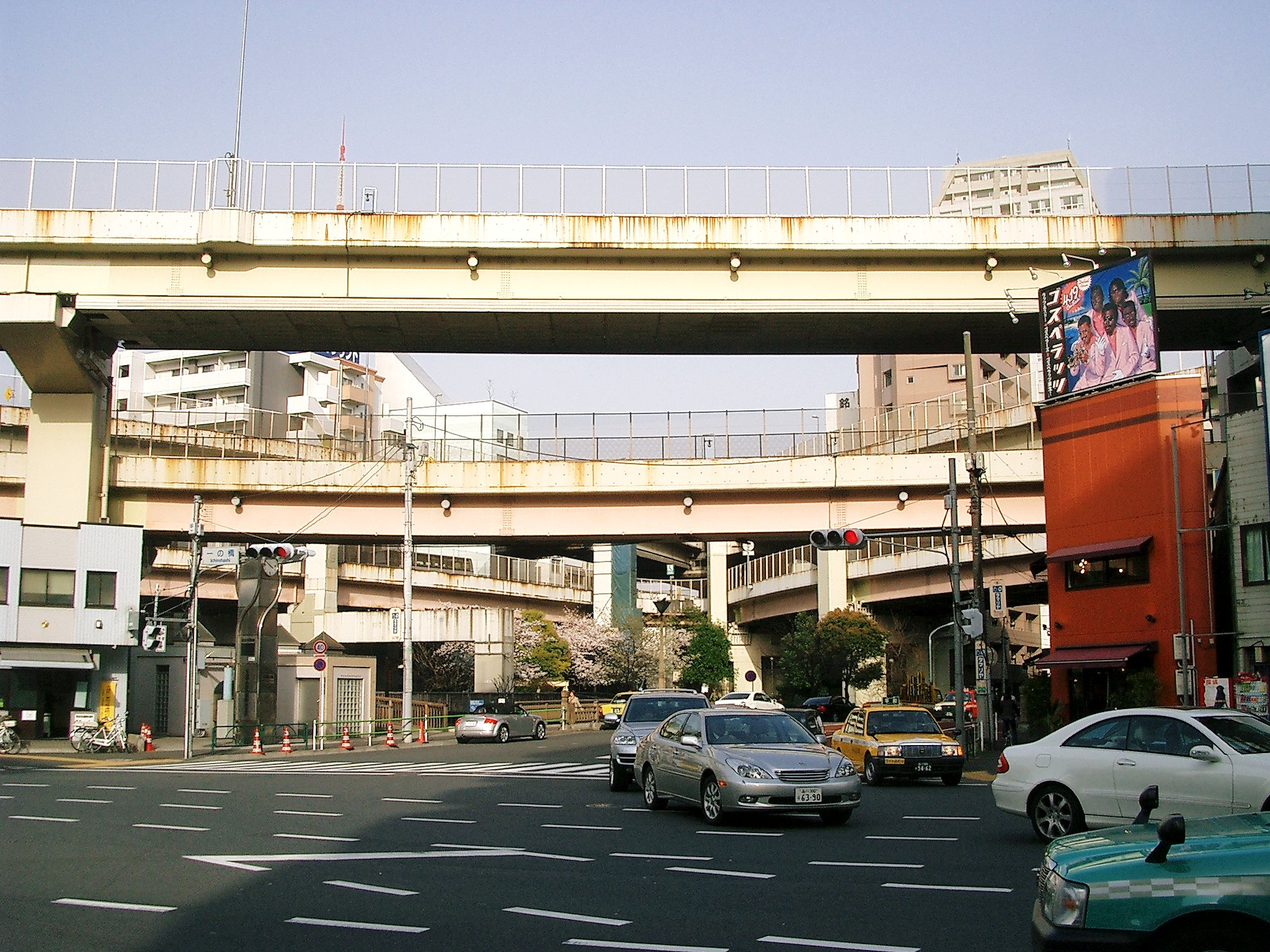
Rota 2
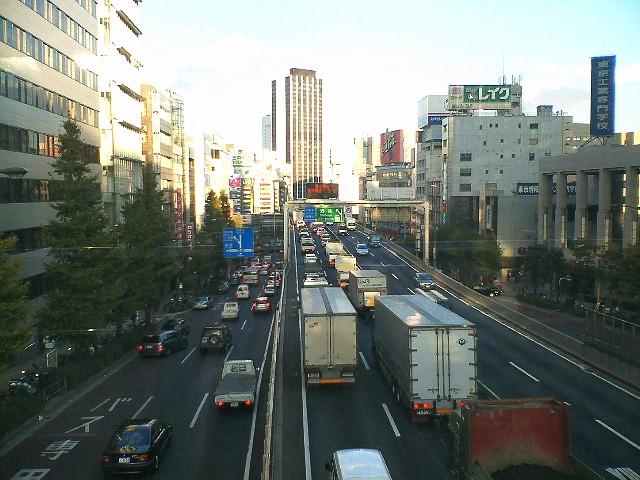
Rota 3
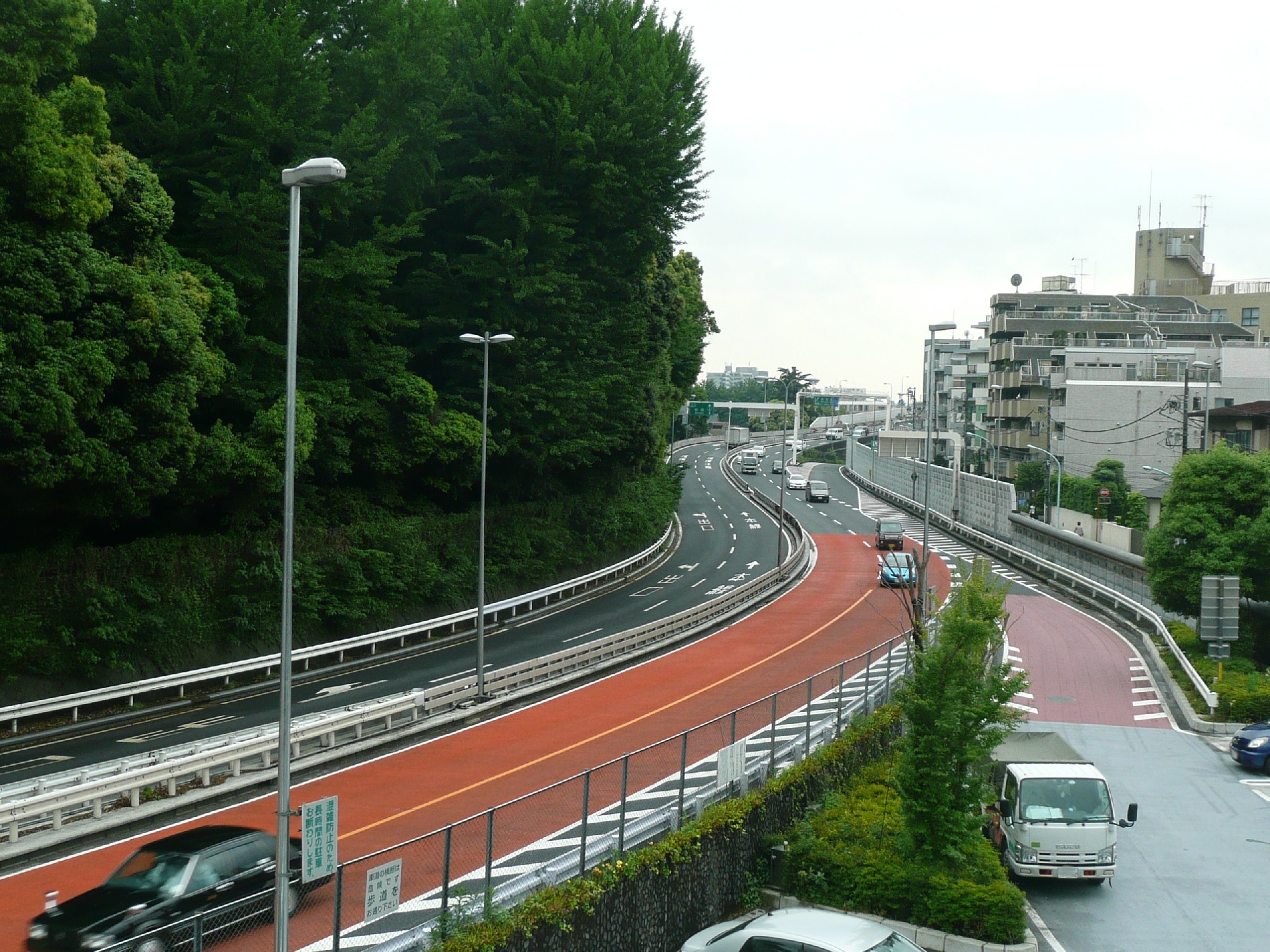
Rota 4
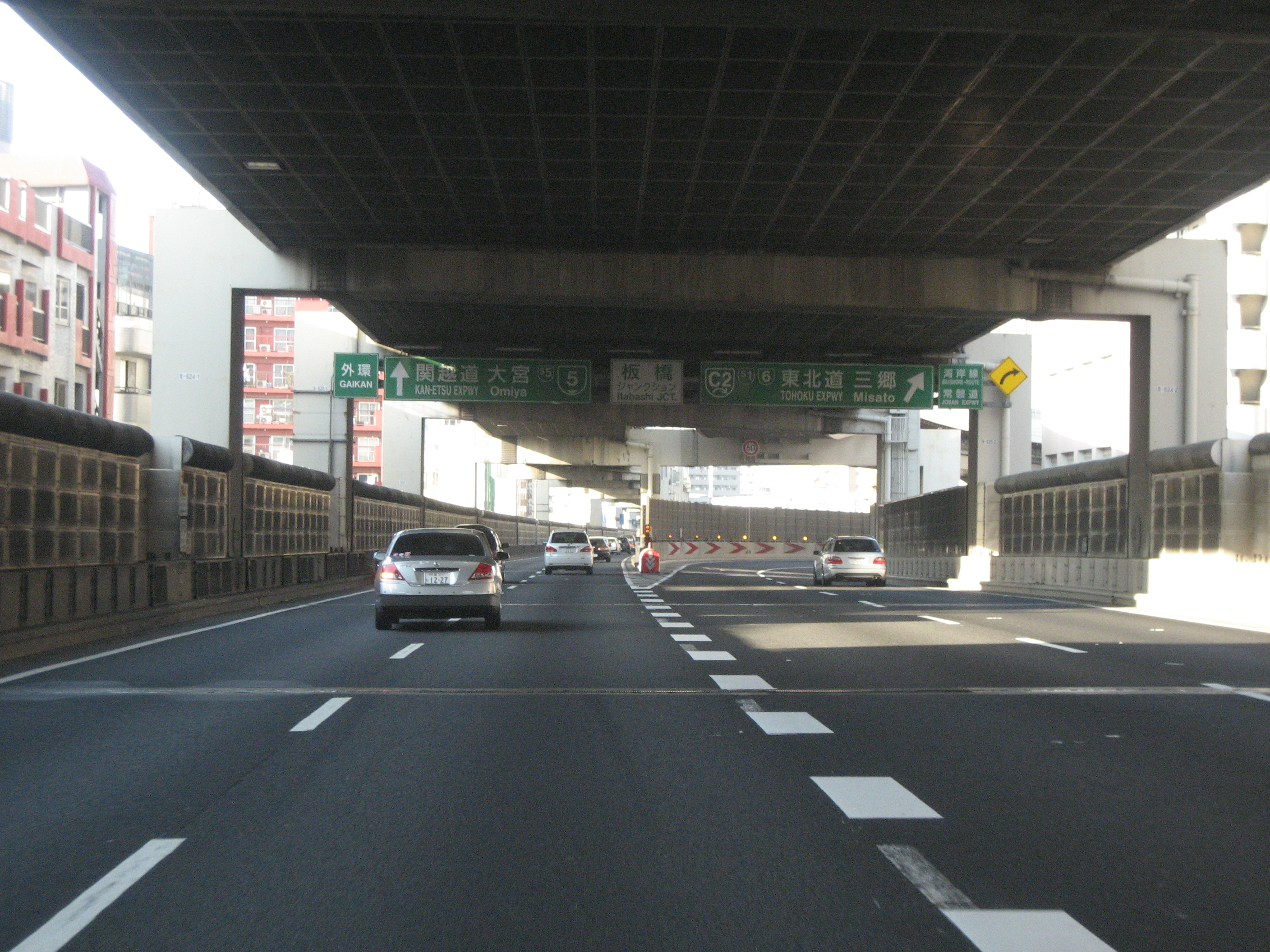
Rota 5
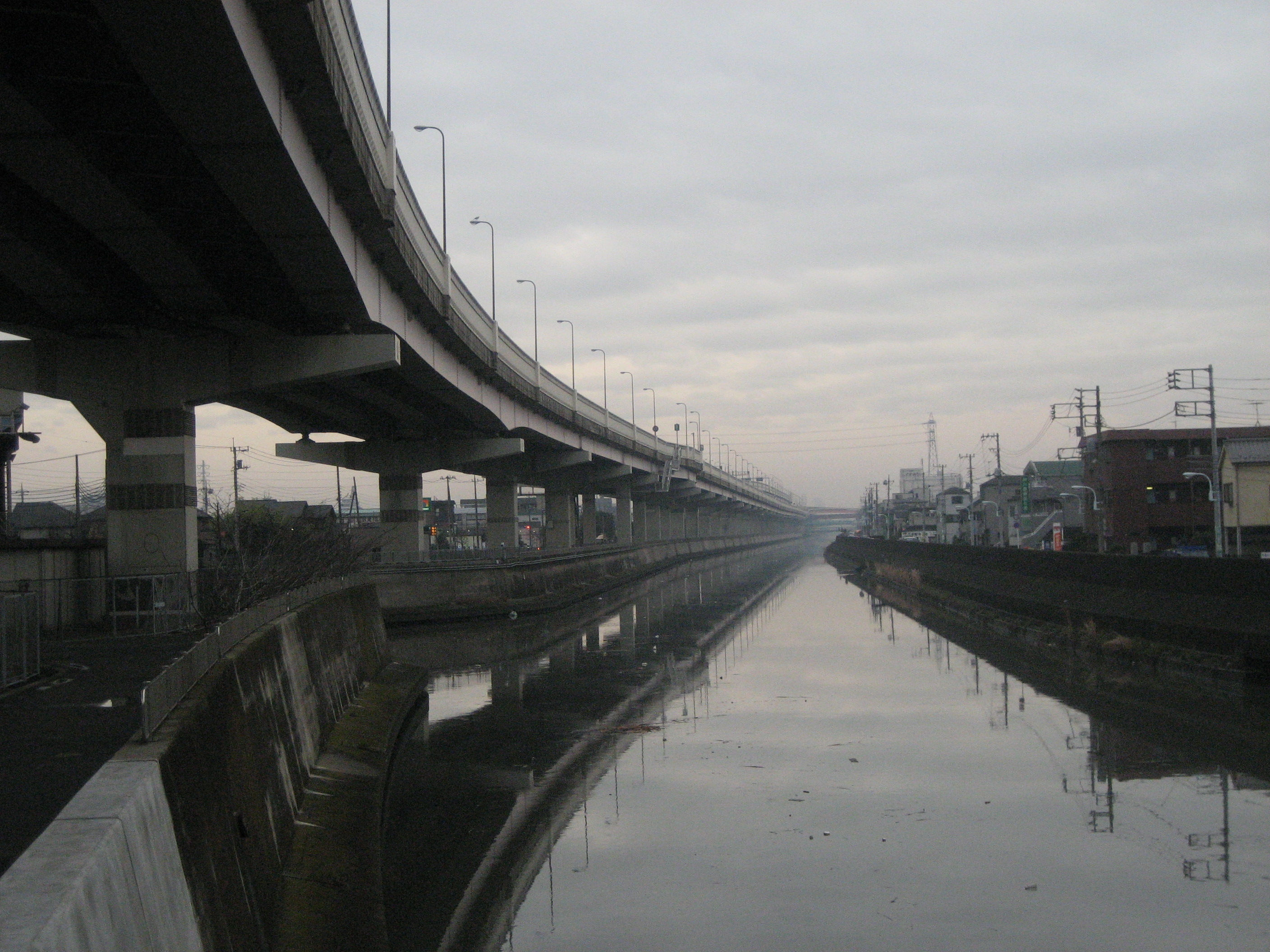
Rota 6
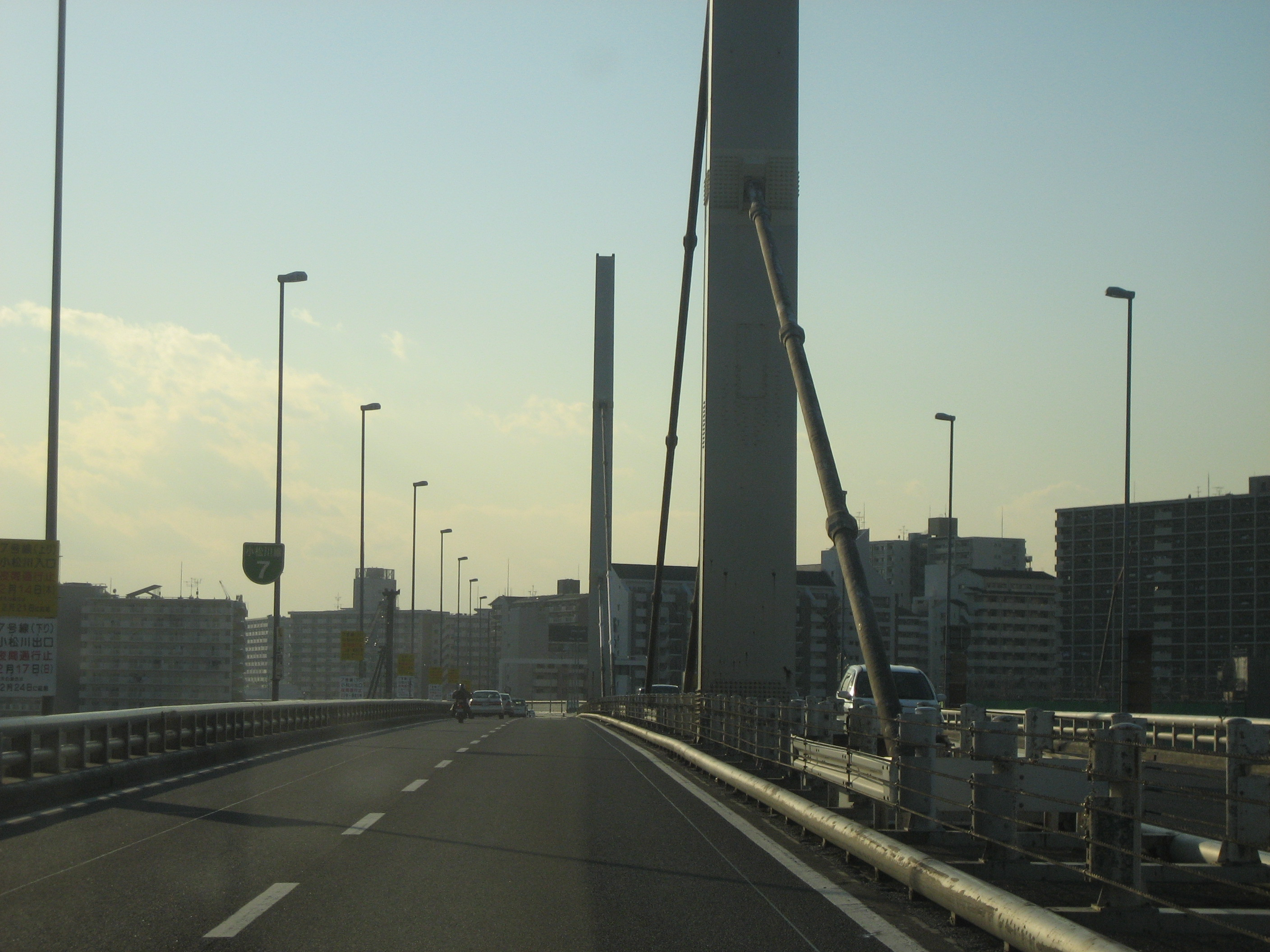
Rota 7
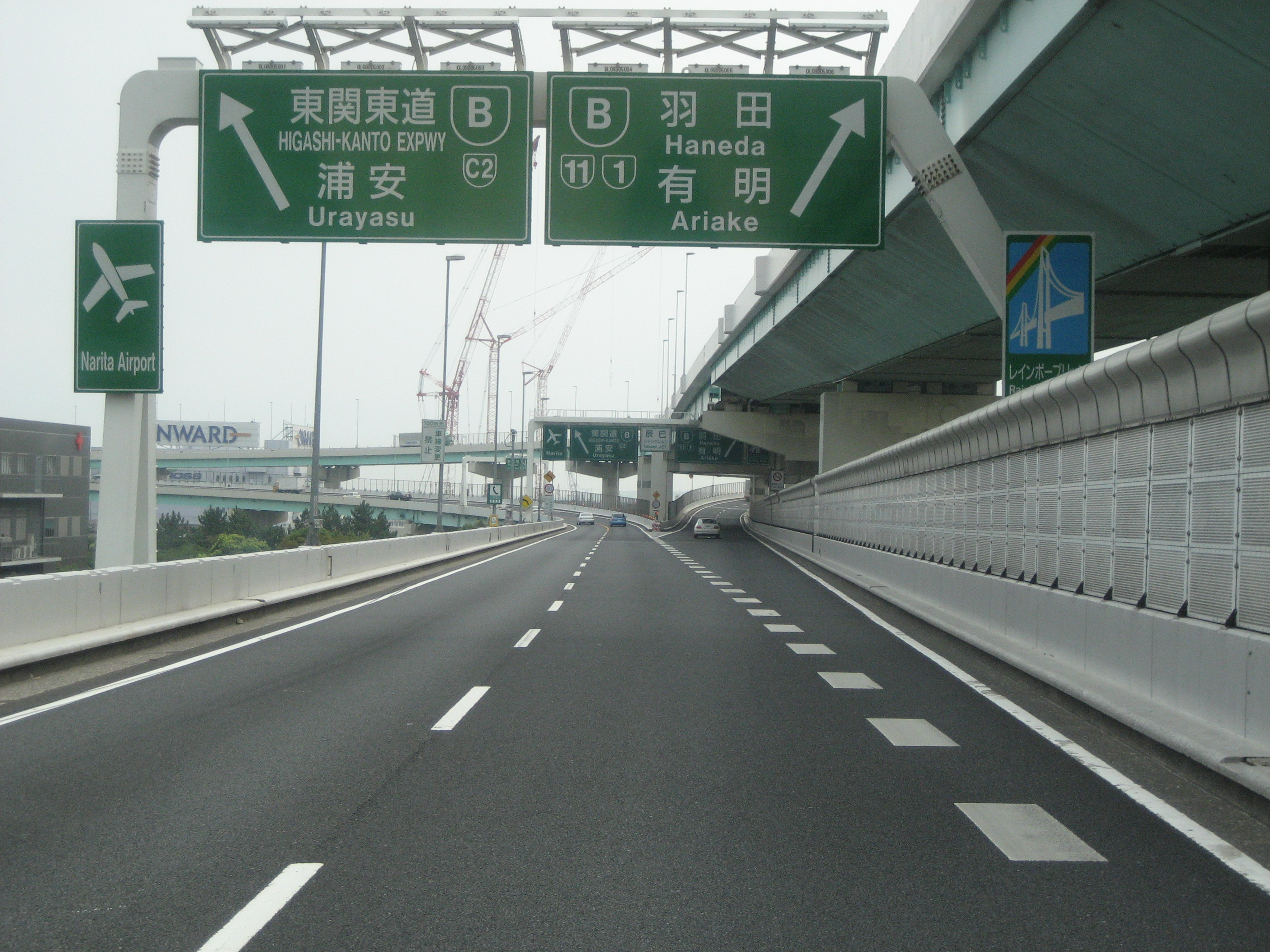
Rota 9
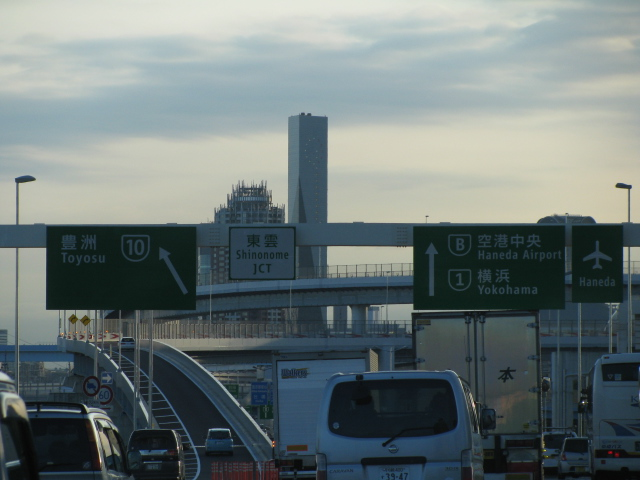
Rota 10
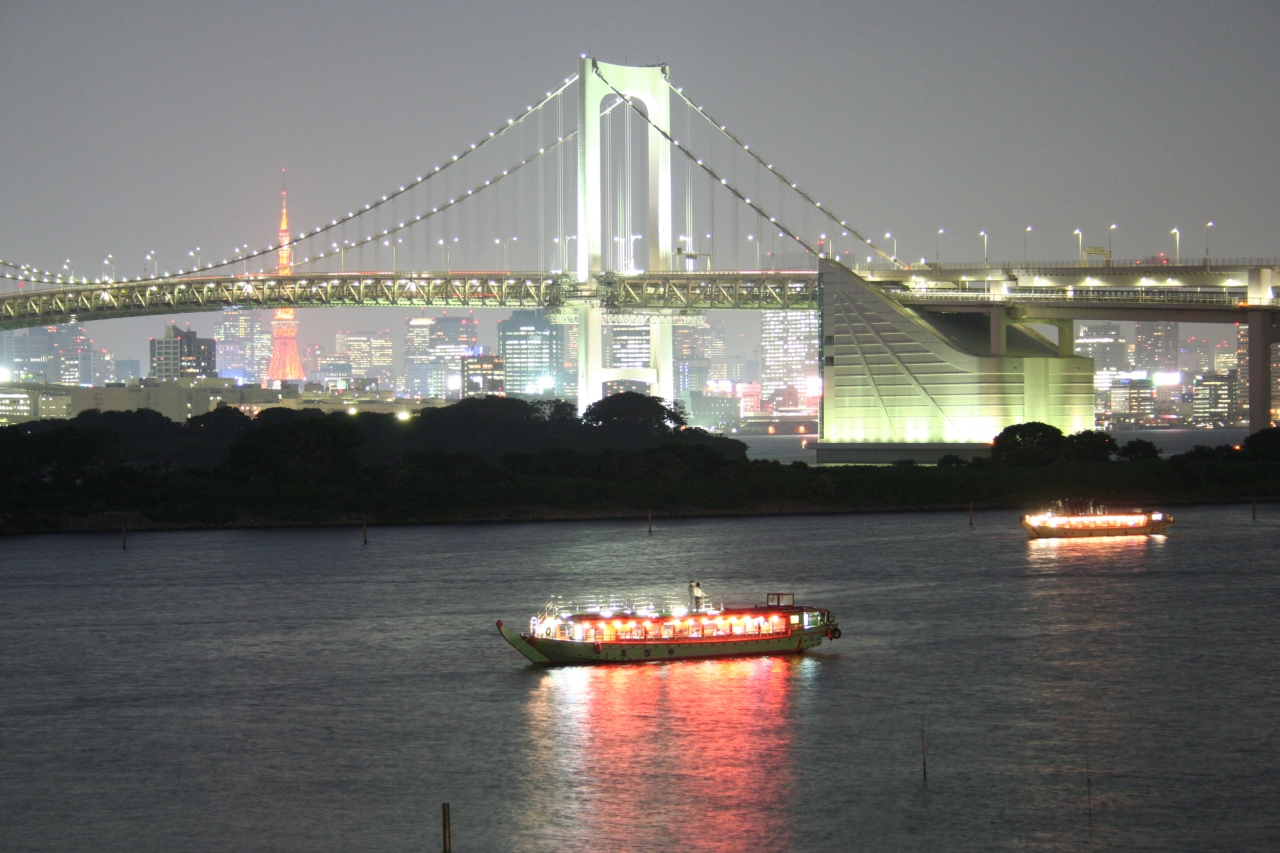
Rota 11 (em destaque a Rainbow Bridge)

### Rotas de Kanagawa
- K1 Yokohane Route (Haneda - Ishikawa-cho JCT)
- K2 Mitsusawa Route (Kinko JCT - Mitsuzawa)
- K3 Kariba Route (Honmoku JCT - Kariba)
- K5 Daikoku Route (Namamugi JCT - Daikoku JCT)
- K6 Kawasaki Route (Tonomachi - Kawasaki-ukishima JCT)
- B Bayshore Route (Namiki - Kawasaki-ukishima JCT) (Yokohama Circular Route (under construction)')

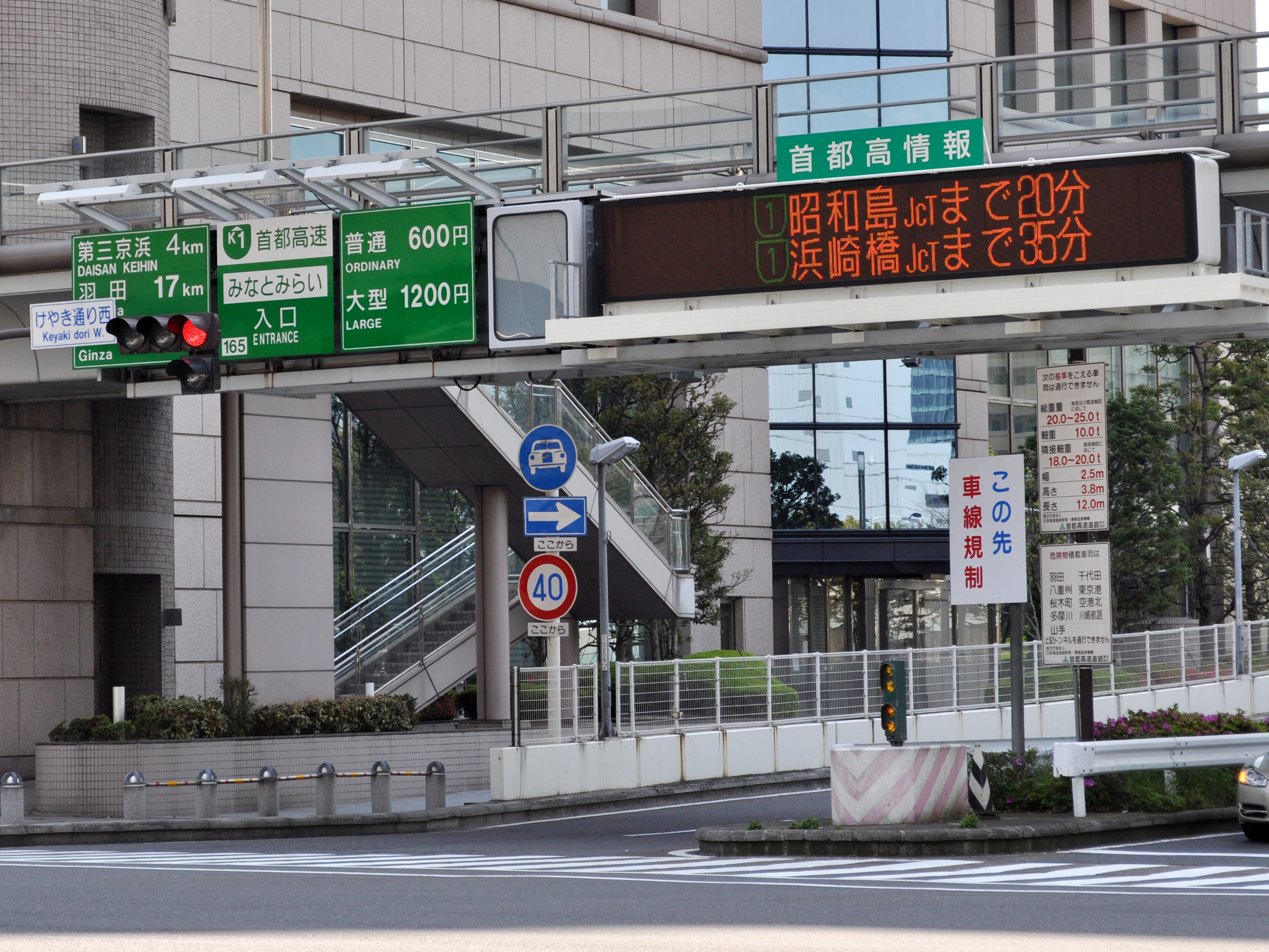
Rota K1 (entrada)
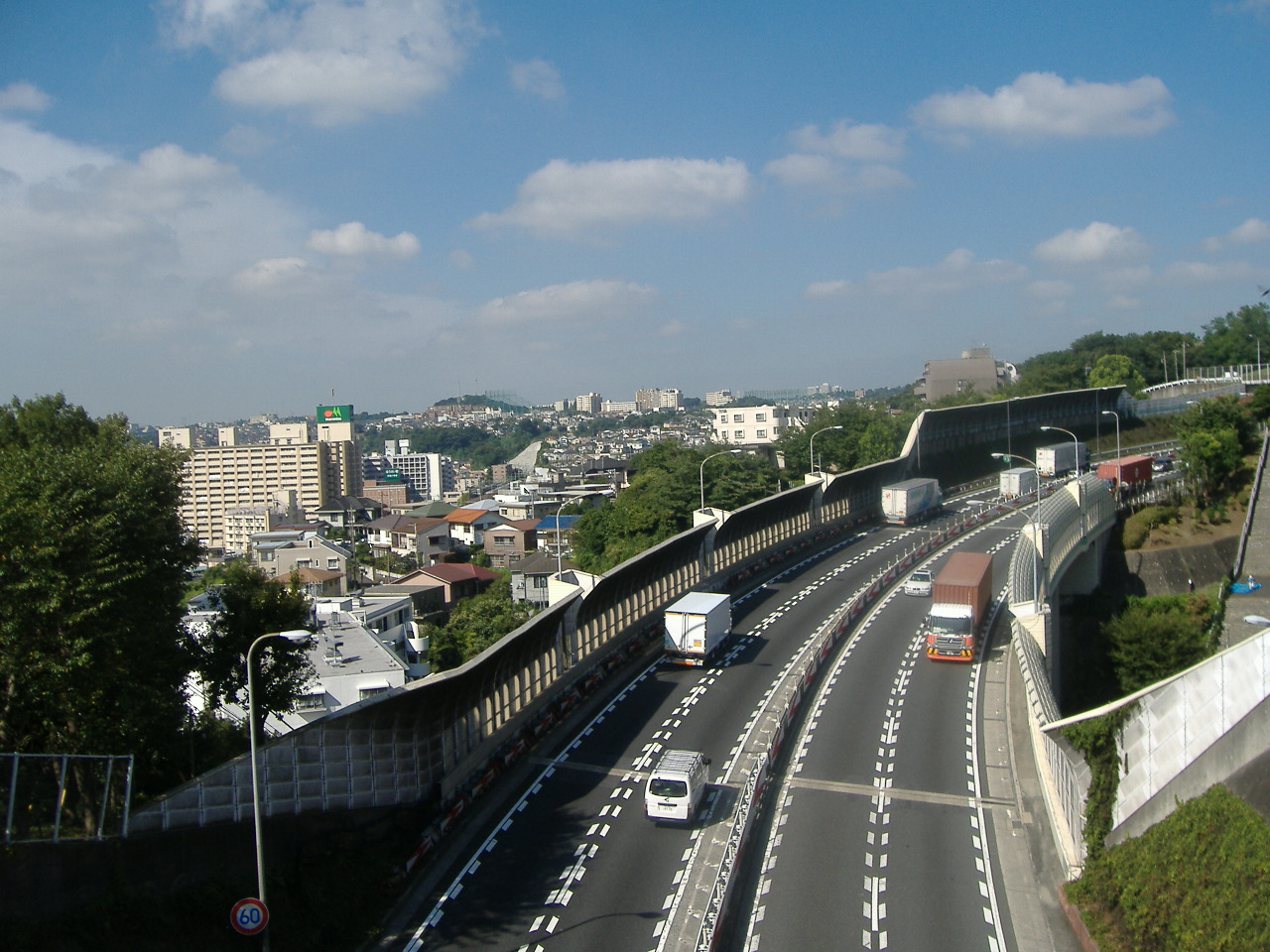
Rota K3.
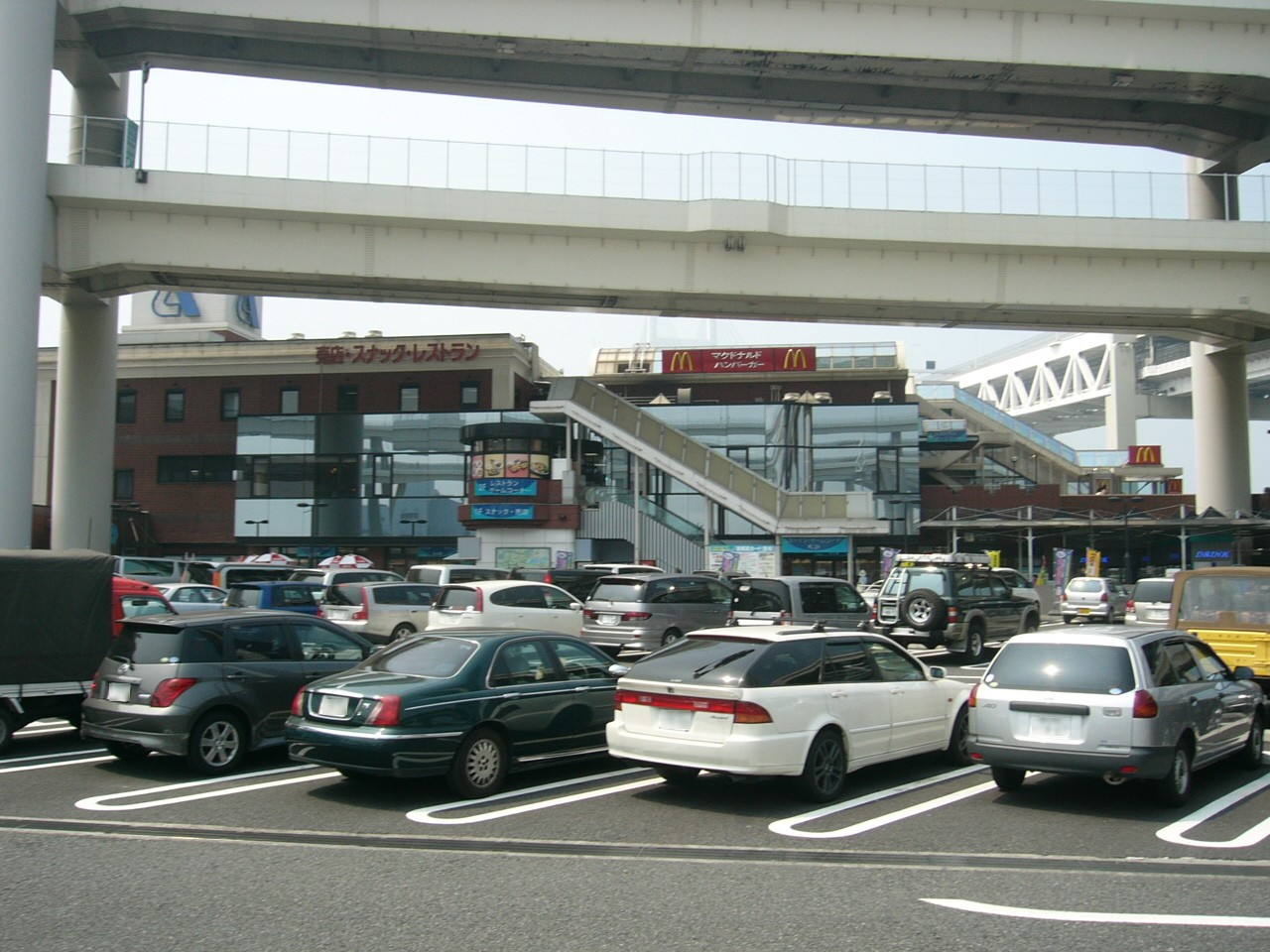
Rota K5

### Rotas de Saitama
- S2 Saitama Shintoshin Route (Yono - Saitama-Minuma)
- S5 Omiya Route (Bijogi JCT - Yono)

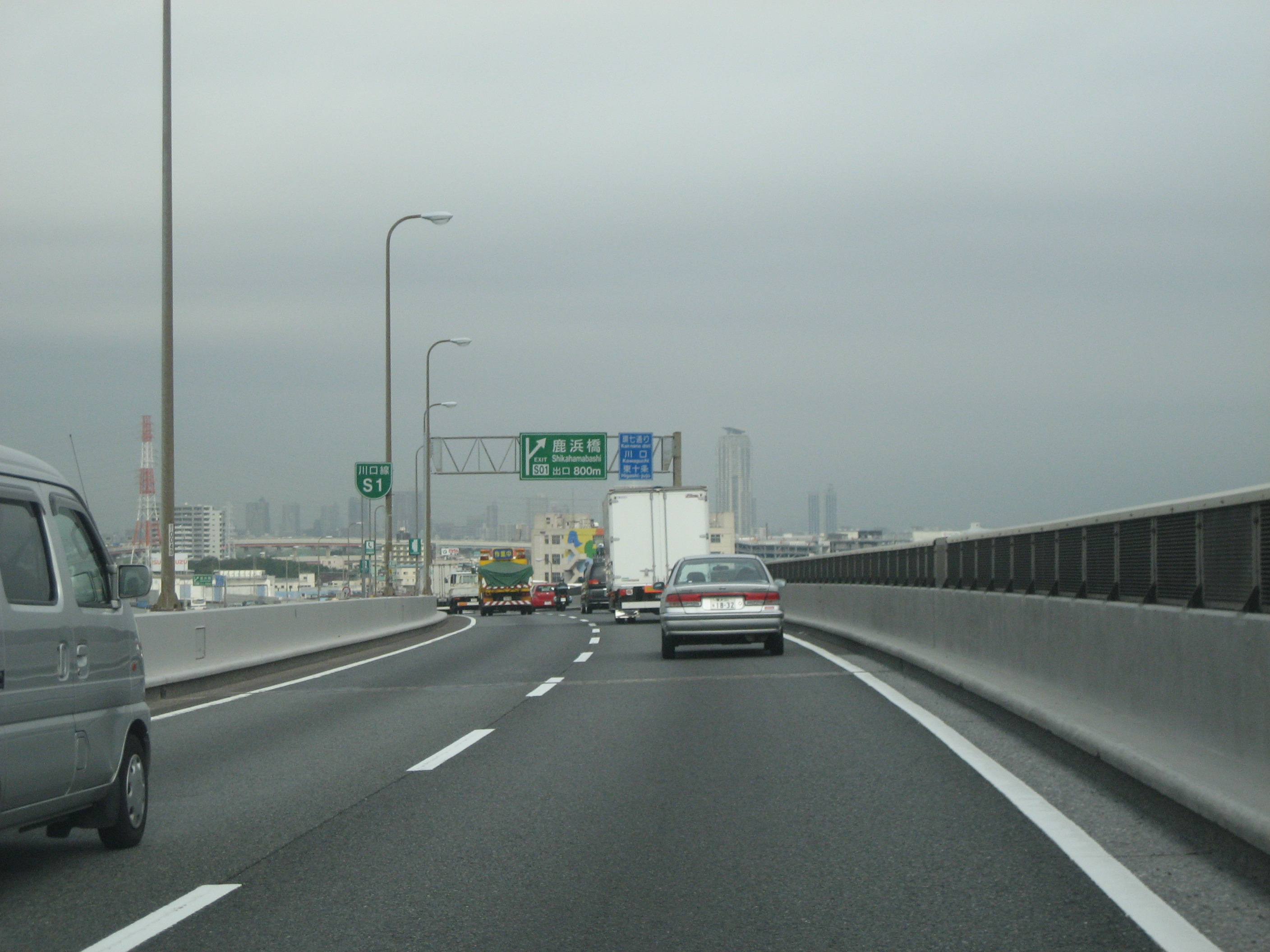
Rota S1
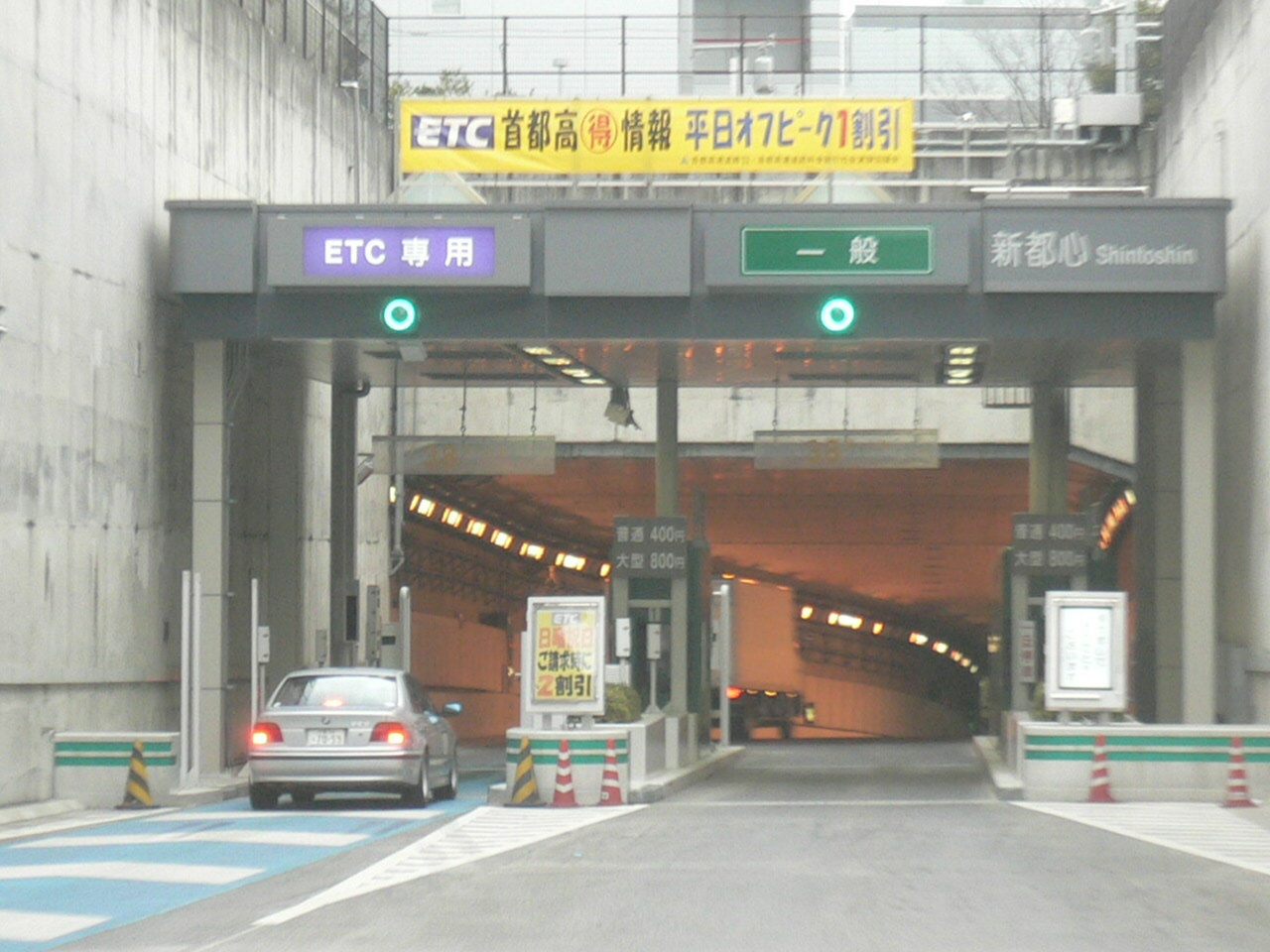
Rota S2.
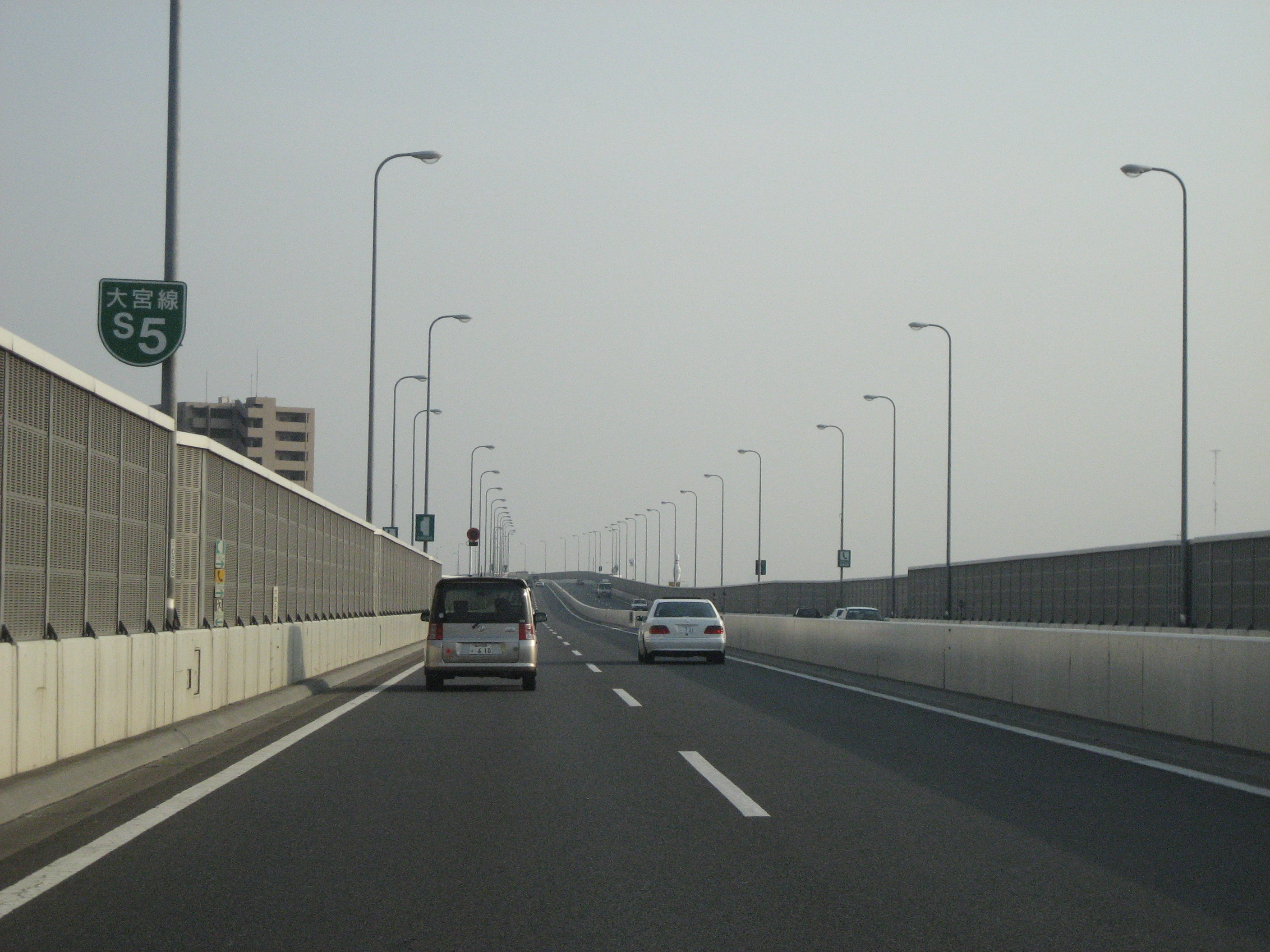
Rota S5